# Cadet (métro de Paris)
Pour les articles homonymes, voir Cadet.
Cadet est une station de la ligne 7 du métro de Paris, située dans le 9e arrondissement de Paris.

## Situation
La station est implantée au nord du quartier du Faubourg-Montmartre, à proximité de ses limites administratives avec le quartier de Rochechouart. Elle se trouve sous la rue La Fayette à l'est de son intersection avec la rue Cadet. Orientée selon un axe nord-est/sud-ouest, elle s'intercale entre les stations Poissonnière et Le Peletier, cette dernière étant précédée d'une voie d'évitement en impasse, raccordée en talon sur la voie en direction de Mairie d'Ivry et Villejuif - Louis Aragon.

## Histoire
La station est ouverte le 5 novembre 1910 avec la mise en service du premier tronçon de la ligne 7, reliant le terminus provisoire d'Opéra à la station Porte de la Villette.
Elle doit sa dénomination à sa proximité avec la rue Cadet, dont le nom proviendrait des frères Cadet, Jacques et Jean, qui étaient maîtres jardiniers depuis Charles IX et propriétaires du « clos Cadet », traversé par un ancien chemin auquel correspond la rue actuelle,.
Sur les quais, le carrelage blanc biseauté d'origine a disparu au profit d'une décoration en carrelage plat aux couleurs du drapeau des États-Unis. Dans le cadre du programme « Renouveau du métro » de la RATP, les couloirs de la station et l'éclairage des quais sont rénovés le 28 mai 2003.
Le 1er avril 2016, la moitié des plaques nominatives sur les quais de la station sont remplacées par la RATP pour faire un poisson d'avril le temps d'une journée, comme dans douze autres stations sur le réseau. Cadet est ainsi humoristiquement renommée « Rousselle » en référence à Guillaume Joseph Rousselle, dit Cadet Rousselle (1743-1807), huissier français de la ville d'Auxerre dont l'excentricité a été gentiment tournée en dérision à travers une chanson portant son nom.

## Services aux voyageurs

### Accès
La station dispose d'un unique accès intitulé « Rue Cadet », débouchant au droit du no 65 de la rue La Fayette, sur la placette qui fait l'angle avec la rue Cadet. Constitué d'un escalier fixe, il est orné d'un édicule Guimard, lequel fait l'objet d'une inscription au titre des monuments historiques par l'arrêté du 29 mai 1978, protection renouvelée le 12 février 2016.

Accès à la station
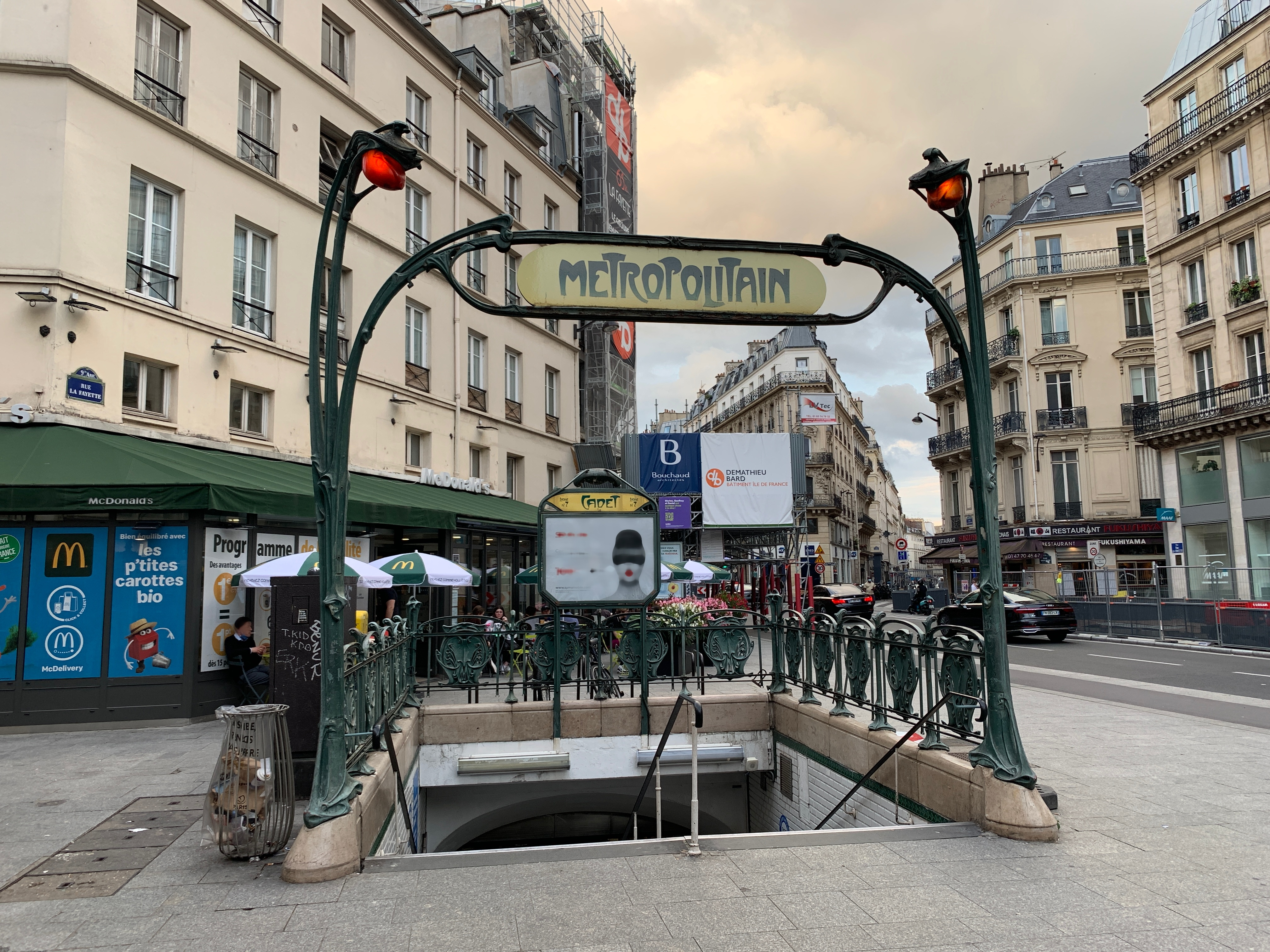
L'unique entrée de la station, ornée d'un édicule Guimard.
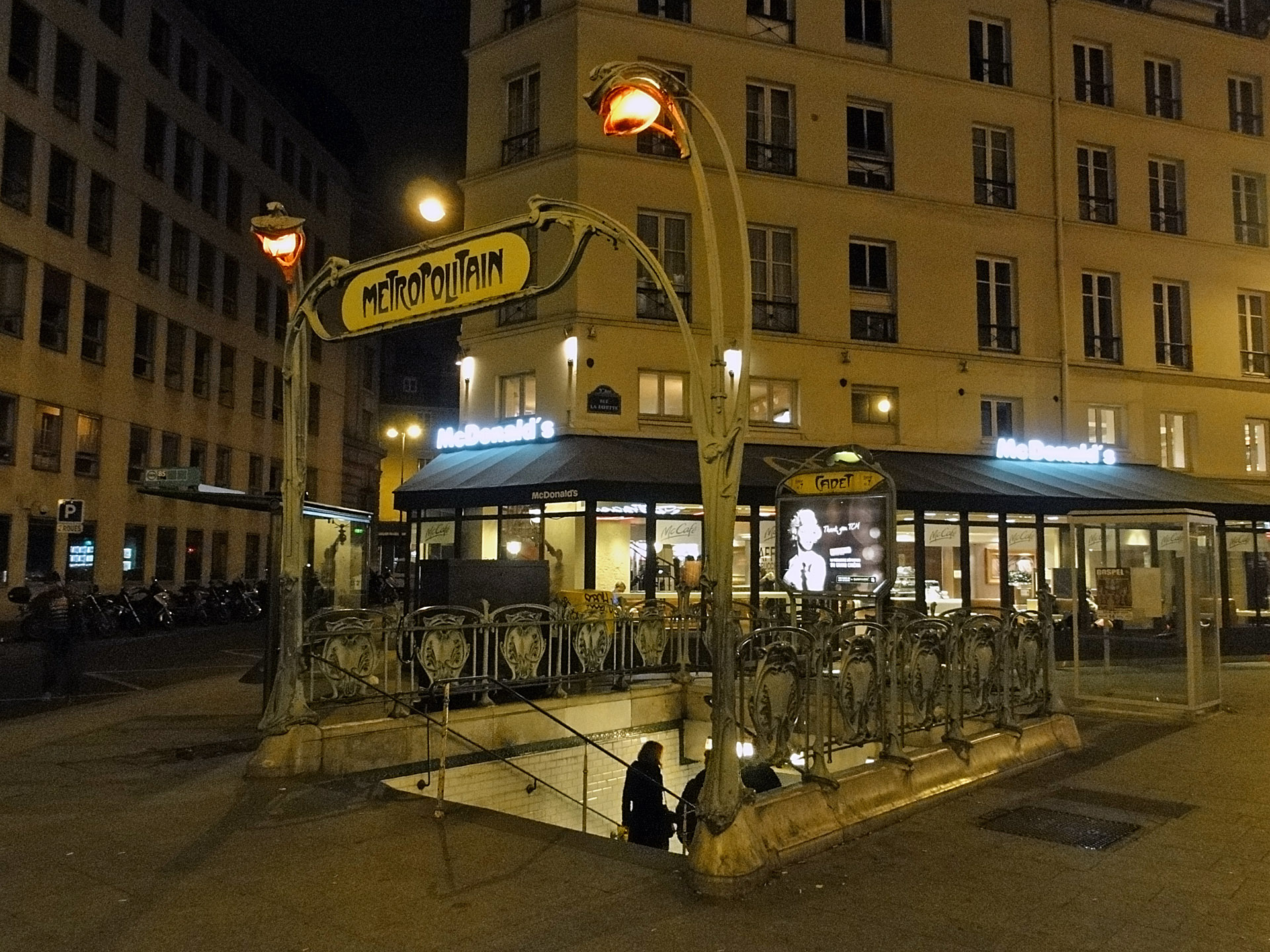
L'accès à la station, vu de nuit.

Depuis 1982, une mosaïque de l'artiste français Hervé Mathieu-Bachelot, intitulée Lumière en éclats, est installée dans le couloir d'accès au quai en direction de La Courneuve - 8 Mai 1945, au-dessus des voies du métro. Réalisée en rouge et blanc, elle se compose de petits carreaux plats et fins en grès étiré, comme l'essentiel des œuvres que ce conseiller artistique de la RATP a réalisées pour le métro de Paris dans les années 1980. Elle représente un montage panoramique de trois photos que l'on peut interpréter selon sa propre imagination, des rayons rouges formant des extorsions d'autres rayons.

### Quais
Cadet est une station de configuration standard pour le métro de Paris : elle possède deux quais, d'une longueur conventionnelle de 75 mètres, séparés par les voies du métro situées au centre et la voûte est elliptique. La décoration est culturelle et reprend les couleurs ainsi que les motifs du drapeau des États-Unis, du fait de son implantation sous la rue La Fayette qui rend hommage au général ayant combattu aux côtés des Américains dans leur guerre d'indépendance.
Ainsi, les carreaux en céramique blancs, bleus ou rouges sont plats et recouvrent les piédroits, la voûte ainsi que les tympans ; en outre, ils ont la particularité de n'être décalés d'une rangée à l'autre que d'un quart dans le sens de la verticale sur les piédroits, et d'être posés verticalement sur les tympans. Des silhouettes blanches sur ce même carrelage représentent les étoiles du drapeau des États-Unis au centre des piédroits, ainsi qu'un cavalier de la guerre d'indépendance sur le tympan en queue du quai en direction de Mairie d'Ivry et de Villejuif - Louis Aragon.
Les débouchés des couloirs sont traités en carrelage blanc biseauté classique. Les bandeaux d'éclairage sont blancs et arrondis dans le style « Gaudin » du renouveau du métro des années 2000, les cadres publicitaires sont métalliques et le nom de la station est inscrit en police de caractères Parisine sur des plaques émaillées. Les sièges de style « Motte » sont de couleur bleue, blanche ou rouge et répartis en alternance afin de s'harmoniser avec les teintes de la décoration en céramique.

Quais de la station
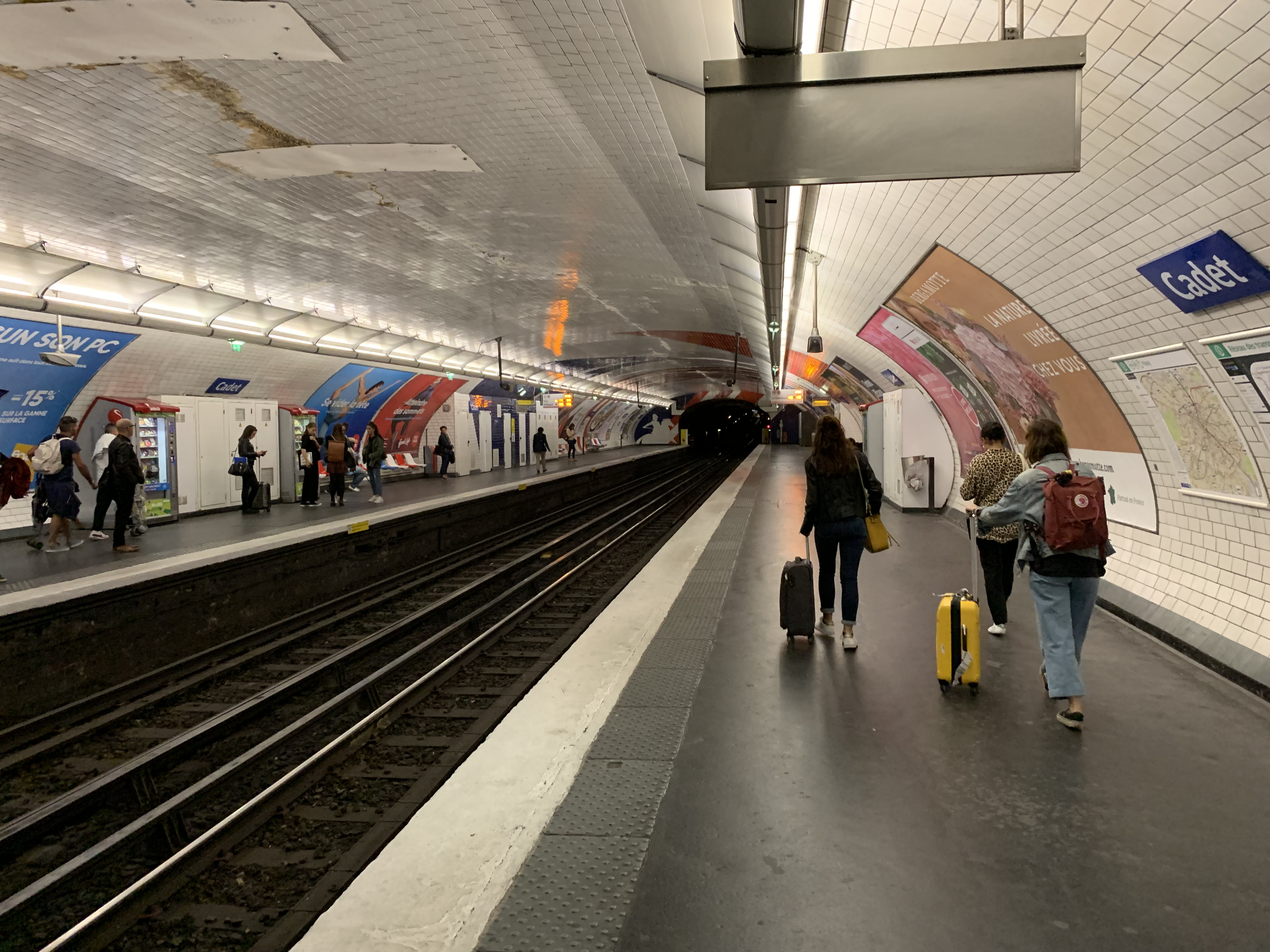
Les quais vus en direction de La Courneuve - 8 Mai 1945.
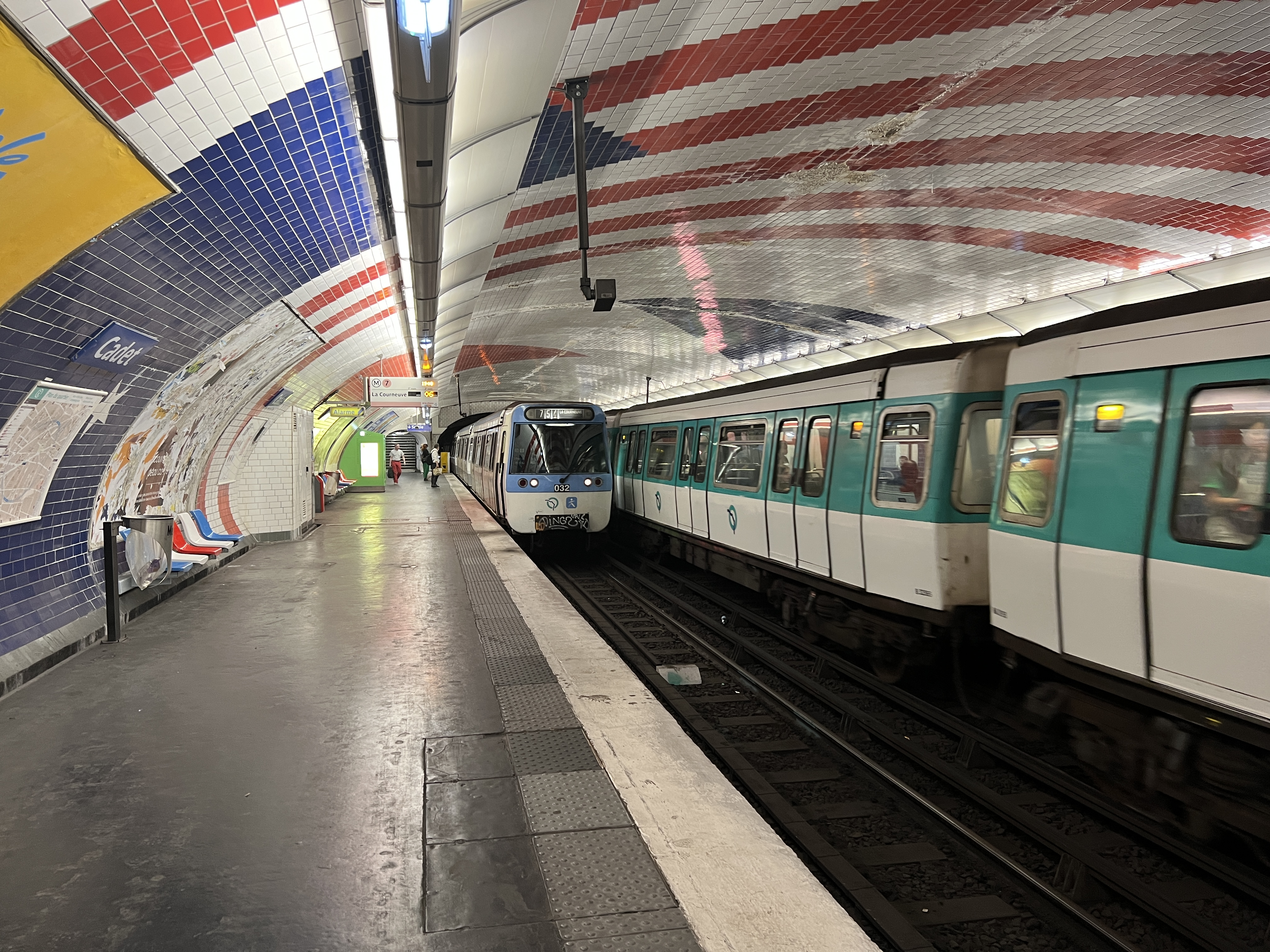
Croisement entre deux rames MF 77 dans la station.
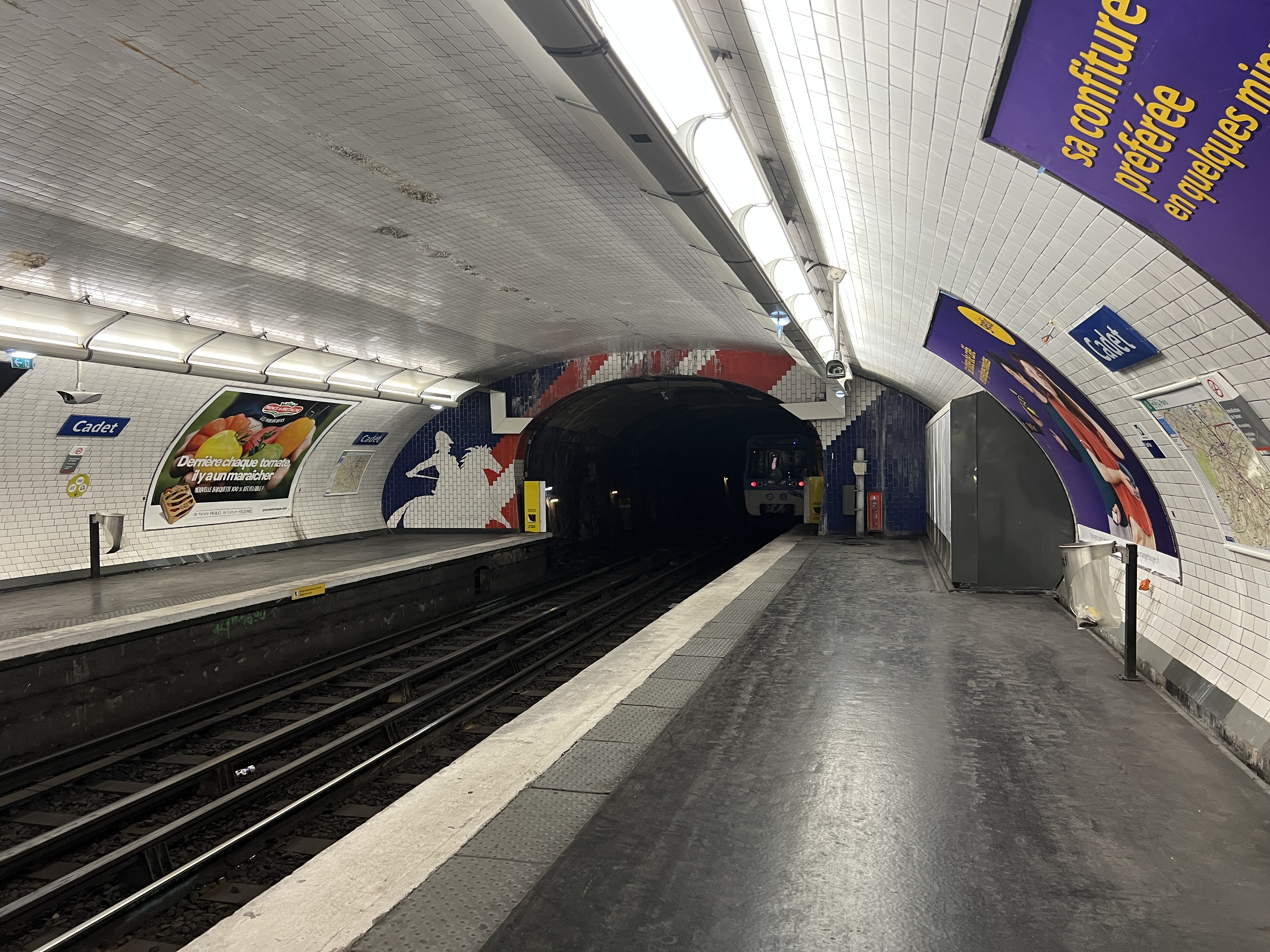
Décoration du tympan oriental de la station.
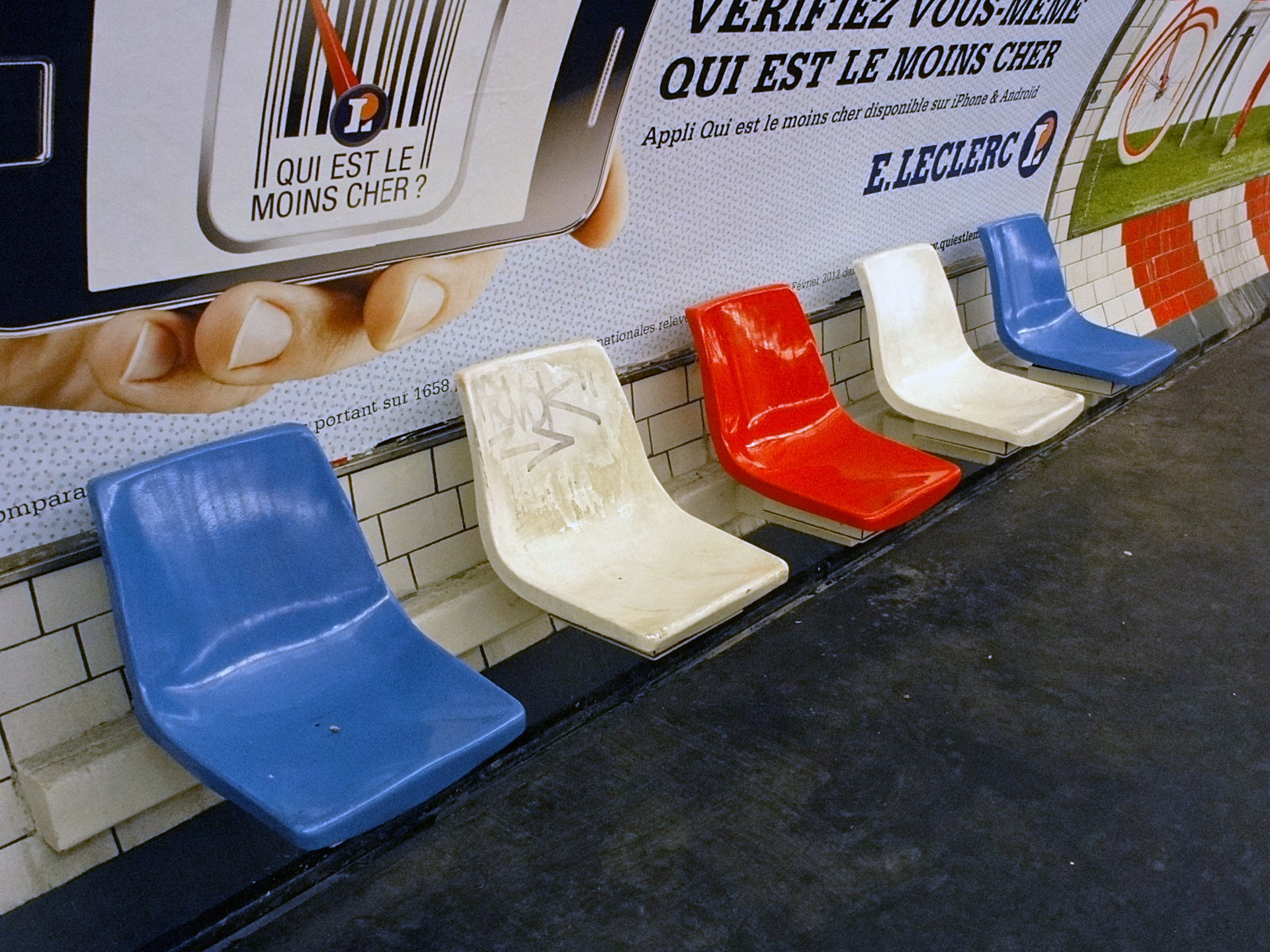
Les sièges multicolores assortis au carrelage.
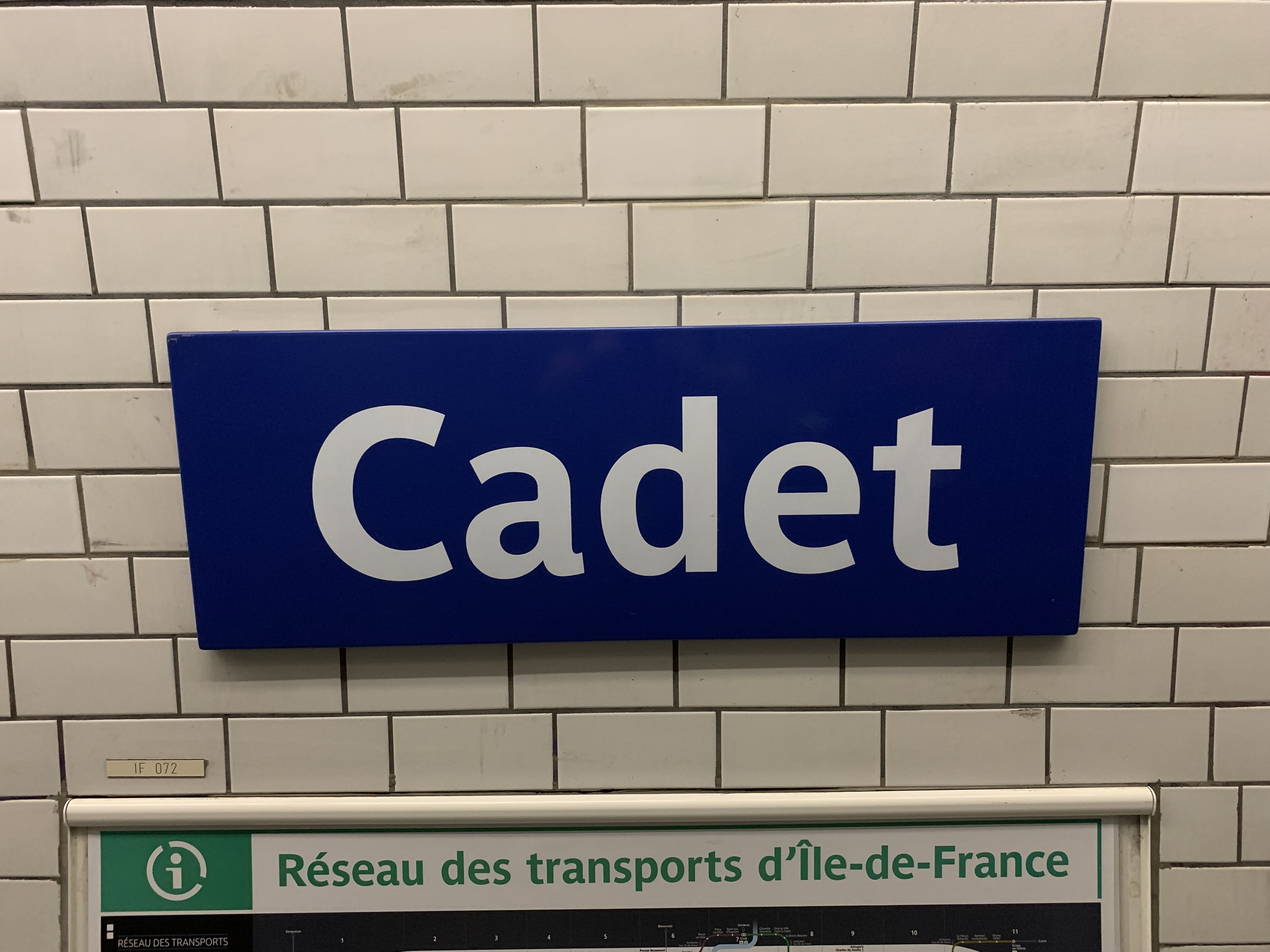
Plaque émaillée indiquant le nom de la station.

### Intermodalité
La station est desservie par les lignes 26, 32, 43, 45, 48 et 85 du réseau de bus RATP.

## Fréquentation
Nombre de voyageurs entrés à cette  station :
| Année                      | 2013      | 2014      | 2015      | 2016      | 2017      | 2018      | 2019      | 2020      | 2021      |
| -------------------------- | --------- | --------- | --------- | --------- | --------- | --------- | --------- | --------- | --------- |
| Nombre de voyageurs par an | 3 612 956 | 3 485 034 | 3 408 172 | 3 289 639 | 3 322 334 | 3 338 778 | 3 042 484 | 1 240 692 | 1 843 984 |
| Rang                       | 144e      | 149e      | 156e      | 161e      | 161e      | 168e      | 169e      | 204e      | 195e      |
| Nombre de stations         | 302       | 302       | 302       | 302       | 302       | 302       | 302       | 304       | 304       |

## À proximité
- Siège du Grand Orient de France
  - Musée de la Franc-maçonnerie
- Synagogue Adas Yereim
- Synagogue Buffault
- Square Montholon
- Folies Bergère
- Théâtre Trévise
- Passage Verdeau